# Axwell /\ Ingrosso
Axwell /\ Ingrosso és un duo format per Axel "Axwell" Hedfors i Sebastian Ingrosso, que van publicar música i actuar sota aquest nom entre els anys 2014 i 2018. Van publicar un gran nombre de senzills, la majoria dels quals recollits dins l'àlbum More Than You Know, llançat a final del 2017.
Axwell Hedfors i Sebastian Ingrosso eren els tres integrants de Swedish House Mafia. Tot i que ja havien col·laborat abans, van començar a utilitzar aquest nom pels seus llançaments i actuacions conjuntes a partir del 2010. L'agost de 2012, van anunciar que prenien direccions separades i la seva última actuació conjunta va tenir lloc el mes de març del 2013 a l'Ultra Music Festival de Miami.
Axwell i Ingrosso van tornar a treballar junts molt aviat després de la separació del grup. El seu primer projecte conjunt va ser una residència a Eivissa l'estiu del 2014 anomenada Departures. El dia 27 de Novembre, van publicar el seu primer senzill sota el nom Axwel /\ Ingrosso: «Something New».